# Vorlanita
La vorlanita és un mineral de la classe dels òxids. Rep el nom del mont Vorlan, molt a prop del pic on va ser descoberta.

## Característiques
La vorlanita és un òxid de fórmula química Ca(U6+)O₄. Va ser aprovada com a espècie vàlida per l'Associació Mineralògica Internacional l'any 2009. Cristal·litza en el sistema isomètric.

## Formació i jaciments
Va ser descoberta al mont Lakargi, pertanyent a la caldera Verkhnechegemskaya, dins la regió Kabardino-Balkària, a Rússia. Posteriorment també ha estat descrita a la pedrera Caspar, situada al volcà Bellerberg, dins la regió de Renània-Palatinat (Alemanya); a Tulul al Hammam, a la regió de Hashem (Jordània); a la mina Nopal número 1, a la Sierra Peña Blanca, a l'estat de Chihuahua (Mèxic); i a Jebel Harmun, dins la formació Hatrurim, a Cisjordània (Palestina).